# علیرضا جباری
علیرضا جباری (زاده ۱۸ بهمن سال ۱۳۲۳ در شیراز – ۱۷ آذر ۱۳۹۹ در تهران) شاعر، نویسنده، روزنامه‌نگار و فعال ایرانی بود. جباری عضو فعال کانون نویسندگان ایران و نیز عضو افتخاری انجمن قلم کشور انگلستان بود.
او در در بین فعالان «کارزار لغو اعدام» (لگام) حضور داشت.

## زندگی
جباری در شیراز به دنیا آمد. تحصیلات خود را تا مقطع کارشناسی در دانشگاه شیراز ادامه داد و در رشته اقتصاد از این دانشگاه فارغ‌التحصیل شد. و در در مرکز نشر دانشگاهی به عنوان ویراستار فعالیت داشت.

## زندان
جباری در سال ۱۳۸۲ به زندان افتاد. ایزابل آلنده نویسنده شیلیایی با نوشتن نامه‌ای به محمد خاتمی اظهار داشت که خبر زندانی شدن جباری در میان روشنفکران جهان بازتاب داشته‌است. آلنده خواستار آزادی فوری این مترجم شد. سرانجام جباری پس از نزدیک به ۲ سال حبس مشمول عفو قوه قضاییه شد و در تاریخ ۲۳ مهر سال ۱۳۸۳ خورشیدی از زندان گوهردشت کرج آزاد گشت.

## زندگی شخصی
جباری با پروانه شمیرانی ازدواج کرد. حاصل این ازدواج دو فرزند به نام‌های مهرآهنگ و آذرنگ بود.

## درگذشت
روز دوشنبه ۱۷ آذر ۱۳۹۹، او در بیمارستان مدرس تهران، بر اثر ابتلا به بیماری کووید-۱۹ درگذشت. او هنگام درگذشت ۷۶ سال داشت.

## جوایز و افتخارات
- جایزه هلمن همت[۱۱]